# Clayton (Kansas)
Pour les articles homonymes, voir Clayton.
Clayton est une ville américaine située dans les comtés de Decatur et de Norton, au Kansas. Selon le recensement de 2020, sa population est de 44 habitants.